# Louder than Words (chanson de Pink Floyd)
Pour les articles homonymes, voir Louder than Words.
Singles de Pink Floyd
Coming Back to Life Hey Hey Rise Up
Pistes de The Endless River
Surfacing
Tirée du disque The Endless River, Louder than Words est une chanson composée par David Gilmour et sa conjointe, la romancière et journaliste Polly Samson. C'est la seule chanson de cette collection de pièces, majoritairement enregistrées à l'époque des séances de The Division Bell, tout le reste de l'album étant instrumental. L'album en lui-même est un hommage à Rick Wright, le claviériste du groupe décédé en 2008.
Cette chanson clôt l'album The Endless River, ainsi que l'aventure musicale de Pink Floyd. Par contre, David Gilmour utilisera la notoriété de son groupe afin de lever des fonds pour l'Ukraine assiégée avec une nouvelle chanson inédite en avril 2022 intitulée Hey Hey Rise Up.

## Historique
L'idée pour les paroles, écrites en grande partie par Polly Samson la femme de Gilmour, est survenue pendant l’événement du Live 8 en juillet 2005, lors de la première réunion de Pink Floyd avec Roger Waters en 24 ans. Dans les loges après le test de son et la répétition, elle remarque que le groupe ne se parle pas mais que la communication passe lorsqu'ils jouent leur musique. Les paroles décrivent cette entente entre les membres à travers la musique, sans forcément avoir une communication réelle, un thème récurrent dans la discographie du groupe (voir les albums The Dark Side of the Moon ou The Wall). Ce sera la dernière fois que les quatre musiciens se retrouveront ensemble sur scène.
La base instrumentale provient des séances de l'album The Division Bell enregistré aux studios Britannia Row à Londres en janvier 1993. Elle est ensuite retravaillée à partir de novembre 2013 sur l'Astoria, la péniche de David Gilmour, et dans les studios Olympic et Medina pour être incluse dans le dernier album du groupe. C'est à ce moment qu'il est décidé d'écrire des paroles, bien qu'originellement tout l'album se devait de n'être composé que de pièces instrumentales.

## Composition

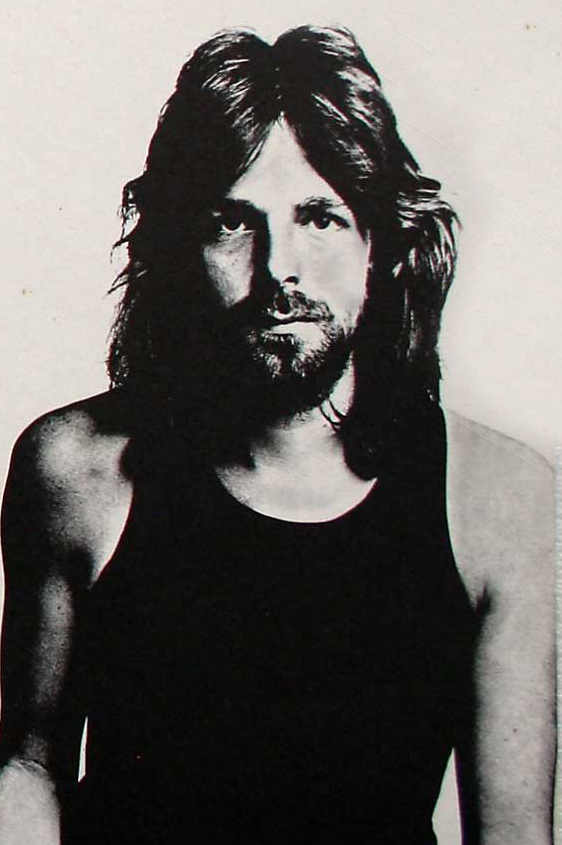
Cette chanson, tout comme l'album rend hommage au claviériste Richard Wright (ici en 1971) décédé en 2008.

La musique accompagnant la chanson, composée par David Gilmour, est décrite par divers critiques musicaux et écrivains, dont Exclaim! par l'écrivain Josiah Hughes comme "un morceau mélodramatique à combustion lente complet avec beaucoup de travail intense de guitare et de synthétiseur" et par l'écrivain de Clash Robin Murray comme un "morceau clairsemé et trippant, riche en atmosphère de guitare et en production électronique sombre". Les paroles, écrites par l'épouse de Gilmour, Polly Samson, fournissent « une représentation majestueuse de l'amour éternel, un hommage à Richard Wright et l'importance de surmonter les petites différences ». Gilmour a parlé de la chanson avec The Guardian, déclarant :

« Eh bien, Rick est parti. C'est la dernière chose que nous ferons. Je suis presque certain qu'il n'y aura aucune suite à cela. Et Polly, ma femme, a pensé que ce serait une très bonne idée lyrique. Une manière de décrire la symbiose que nous entretenons. Ou avions… Je n'ai pas nécessairement toujours donné à [Wright] ce qui lui était dû. Les gens ont des attitudes très différentes quant à leur façon de travailler et nous pouvons devenir très critiques et penser que quelqu'un ne fait pas assez son travail, sans se rendre compte que son apport est important. »

Gilmour et Mason reviendront sur cette décision en 2022, en sortant le single Hey, Hey, Rise Up, au profit de l'aide humanitaire lors de l'invasion russe de l'Ukraine.

## Paroles

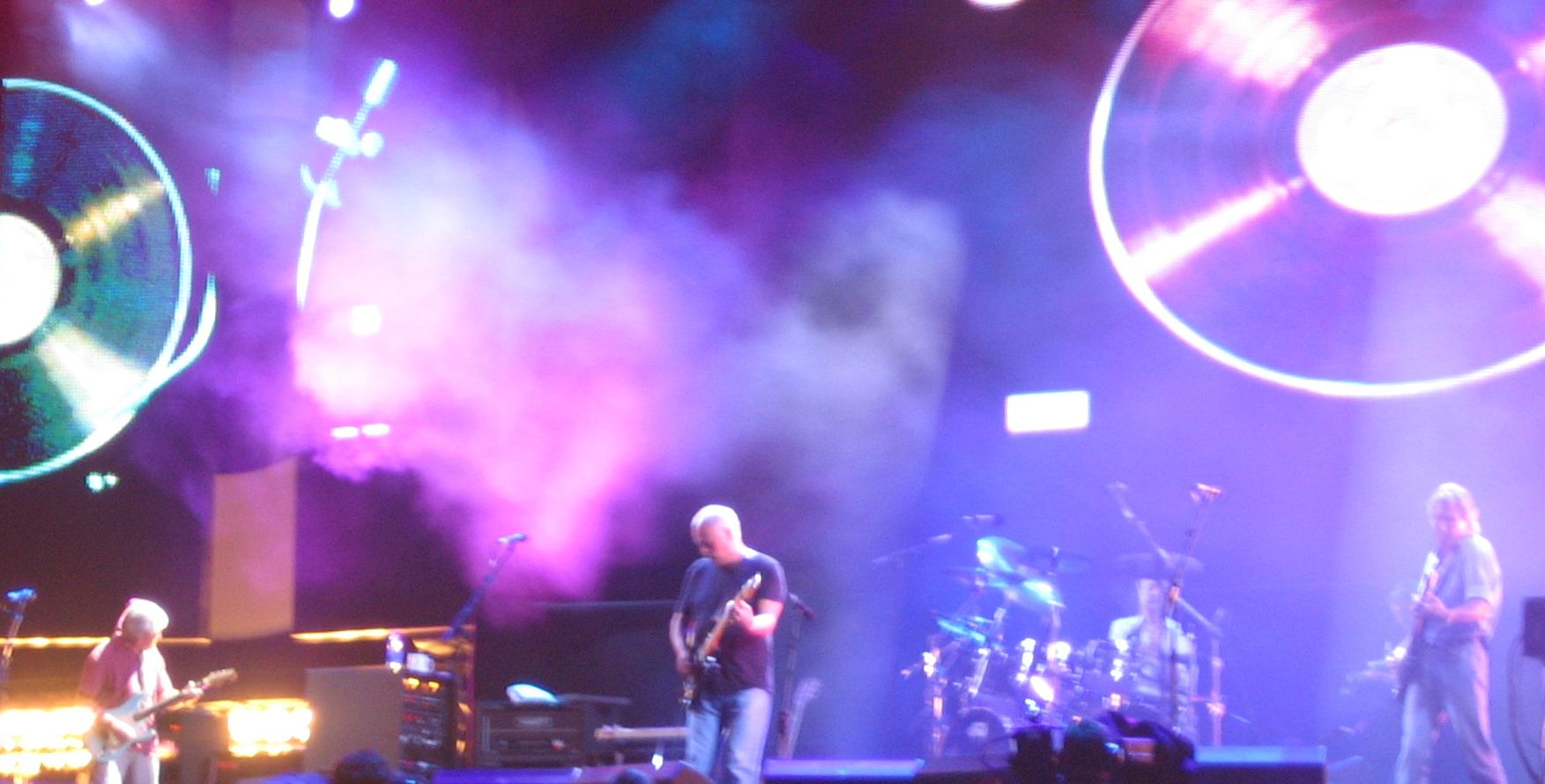
Pink Floyd au concert caritatif Live 8, la dernière fois qu'ils jouent ensemble en concert. Ce moment a inspiré les paroles de la chanson.

Les paroles de Louder than Words sont écrites par l'épouse de David Gilmour, Polly Samson. Elle se base sur des observations du comportement du groupe pendant les répétitions, les temps d'arrêt et la performance au Live 8 en juillet 2005, la première réunion du groupe sous le nom de Pink Floyd avec Roger Waters depuis plus de 24 ans.

« Je me souviens qu'au Live 8 (les concerts caritatifs de 2005 qui ont vu l'ancien bassiste Roger Waters revenir jouer avec le groupe) que quelque chose m'a alors frappé, j'ai pris quelques notes. Au Live 8, ils ont répété, il y a eu des vérifications du son, beaucoup de temps morts assis dans les salles avec David, Rick, Nick et, à cette occasion, Roger. Ce qui m'a frappé, c'est qu'ils n'ont jamais parlé... Ce n'est pas hostile, ils ne parlent tout simplement pas. Et puis ils montent sur scène et musicalement, cette communication est extraordinaire. Donc, j’ai en quelque sorte pris quelques notes à ce moment-là. Je suis parti dans ma chambre absolument sans morceau de musique, j'ai écrit ces paroles, puis j'ai dit : "David, si cela peut faire l'affaire, et si tu as un morceau de musique, tu es invité à l'essayer." Et il a adoré. »

## Clip musical

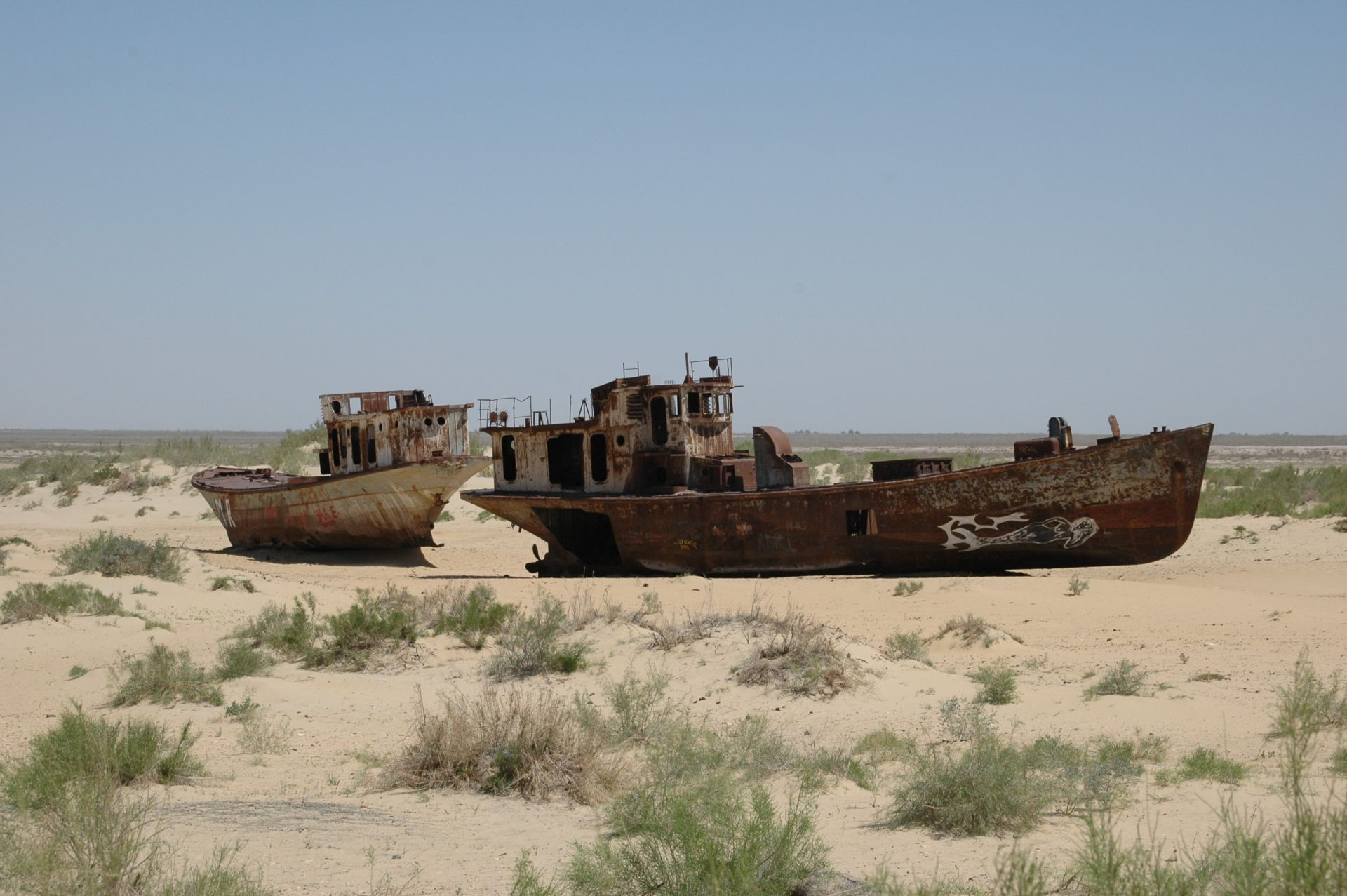
L'ancienne mer d'Aral a servi de lieu de tournages, où l'on voit de vieux bateaux abandonnés par la disparition de la mer.

La majorité du clip de Louder than Words est tournée au Kazakhstan, sur ce qui était autrefois la mer d'Aral. Le réalisateur Po Powell a déclaré à Rolling Stone que le paysage aride qui abritait autrefois l'un des quatre plus grands lacs intérieurs du monde était désormais « une image surréaliste si jamais j'en ai vu une… un exemple choquant de mauvaise gestion humaine et l'une des pires catastrophes environnementales de la planète. ... La mer a rétréci à 10 pour cent de sa taille originale, détruisant l'industrie de la pêche et des villages entiers. » Comme la catastrophe est assez connue, Powell a essayé de se concentrer sur ce qu'elle signifie pour une jeune génération grandissant sans les influences de pêche et maritimes de leurs ancêtres. En revanche, l'ouverture du clip vidéo présente un homme pagayant à travers les nuages (évoquant la couverture de l'album) et des images de Gilmour, Wright et du batteur de Pink Floyd, Nick Mason, pendant les sessions de The Division Bell, avec des images contemporaines de Gilmour chantant dans son studio de Medina.

## Parution et réception
Louder than Words a reçu des critiques généralement positives de la part des critiques musicaux. Tom Breihan du webzine musical Spin Media Stereogum a écrit positivement à propos de la chanson, déclarant que "la chanson est un chef-doeuvre, une élégie de rock progressif lent avec un chœur gospel et une guitare Floyd classique". Brad Bershad de Zumic a également donné une critique positive à la chanson. "Les parties de guitare de Gilmour sont excellentes, bien que peut-être plus douces que le ton classique et irrégulier des disques des années 70", a-t-il déclaré. "Le temps a un peu adouci les Floyd, mais c'est toujours une belle chanson. Les paroles autobiographiques, faisant référence à la puissance derrière la musique et les luttes intestines de Pink Floyd, sont excellentes." La chanson a atteint le numéro 1 du classement de la radio polonaise 3 le 24 octobre,.

## Personnel
D'après les crédits de l'album The Endless River.
Pink Floyd
- David Gilmour : chant, guitare, orgue Hammond, effets sonores, production
- Nick Mason : batterie, percussion
- Richard Wright : piano électrique Fender Rhodes, piano, synthétiseur

Musiciens additionnels
- Bob Ezrin : basse, production (sessions d'origine 1993)
- Durga McBroom, Louise Marshal et Sarah Brown : chœurs
- Escala (en) ;
  - Victoria Lyon : violon
  - Honor Watson : violon
  - Chantal Leverton : Alto
  - Helen Nash : violoncelle

Production
- Phil Manzanera : production
- Martin Glover : production
- Andy Jackson : ingénieur du son, production
- Damon Iddins : ingénieur du son

## Classements
| Classement (2014)                       | Meilleure position |
| --------------------------------------- | ------------------ |
| Belgique (Flandre Ultratop 50 Singles)  | 89                 |
| Belgique (Wallonie Ultratop 50 Singles) | 38                 |
| États-Unis (Alternative Songs)          | 29                 |